# Torquatus
Torquatus (Hoffmannsegg, 1807) è un sottogenere di primati platirrini della famiglia dei Pitecidi.
Ritenuto in passato un genere a sé stante, attualmente gli studiosi sono molto più propensi a classificare questi animali come appartenenti al genere Callicebus, col quale condividono aspetto fisico ed abitudini, differenziandosene tuttavia per la presenza, in tutte le specie ascritte al sottogenere, di un collare biancastro attorno al collo.
Le varie specie sono diffuse nella parte settentrionale ed occidentale del bacino amazzonico.

## Tassonomia
Inizialmente, al genere Torquatus, facente parte della famiglia Callitrichidae, veniva ascritta l'unica specie T. torquatus con sei sottospecie: tale classificazione rimase sia quando la sottofamiglia Callicebinae (alla quale il genere apparteneva) fu spostata prima alla famiglia degli Atelidae ed in seguito a quella dei Pitheciidae, sia quando il genere Torquatus fu declassato a sottogenere di Callicebus (in questo caso la specie contante sei sottospecie divenne Callicebus torquatus).

Attualmente, gli studiosi tendono a contare le sottospecie di Torquatus come specie a tutti gli effetti, nell'ambito della concezione di specie ecologica piuttosto che biologica.
- Sottofamiglia Callicebinae
  - Genere Callicebus
    - Sottogenere Torquatus
      - Callicebus lucifer - callicebo lucifero
      - Callicebus lugens - callicebo nero
      - Callicebus medemi - callicebo colombiano
      - Callicebus purinus - callicebo del Rio Purus
      - Callicebus regulus - callicebo dalla testa rossa
      - Callicebus torquatus - callicebo dal collare